# Station Luby u Chebu
Station Luby u Chebu (Luby bij Cheb) is een spoorwegstation (kopstation) in de gemeente Luby. Het station is het eindpunt van spoorlijn 146, die begint in Cheb. Het station wordt beheerd door de nationale spoorwegonderneming České dráhy in samenwerking met de Staatsorganisatie voor spoorweginfrastructuur (SŽDC). Bij station Luby u Chebu vindt geen verkoop van tickets plaats, treinkaartjes moeten in de trein aangeschaft worden.
Cheb ↔ Tršnice ↔ Třebeň ↔ Nový Drahov ↔ Vonšov ↔ Skalná ↔ Velký Luh ↔ Nový Kostel ↔ Dolní Luby ↔ Luby u Chebu